# Joaquim Videira
Joaquim Videira (Viseu, 12 de Janeiro de 1984) é atleta de alto rendimento de esgrima e vice-campeão mundial de espada. Em 2006 recebeu a Medalha Olímpica Nobre Guedes.

## Biografia
Joaquim Videira pratica esgrima desde 1996 sempre sob orientação do seu actual treinador, o Mestre de Armas Hélder Alves. 
Em 2006 sagrou-se vice-campeão do Mundo (melhor resultado de sempre da esgrima portuguesa) perdendo no prolongamento por morte súbita. Foi ainda medalhado em vários Grandes Prémios e Taças do Mundo.
Representou os seguintes clubes:
- Actual - Associação dos Antigos Alunos do Colégio Militar
- 2004-2006 - Centro de Convívio e Desportivo de Vale de Milhaços
- 2002-2004 - Associação dos Pupilos do Exército
- 1996-2002 - Instituto Militar dos Pupilos do Exército

Integrou o projecto Esperanças Olímpicas em 2005 e faz parte desde 2006 do Projecto Pequim 2008 no seu nível mais alto (Nível 1 - Medalhado) do Comité Olímpico de Portugal.
É um dos poucos atiradores mundiais que utiliza punho francês em detrimento do tradicional punho pistola.
O desportivismo de Joaquim Videira valeu-lhe o Prémio Fair Play do Comité Olímpico de Portugal. Durante um combate do Campeonato do Mundo recusou um ponto por ter tocado com a espada no chão, convenceu o juiz mas perdeu o confronto, sendo eliminado da competição.
É Engenheiro Electrotécnico licenciado pela Faculdade de Engenharia da Universidade do Porto.

## Palmarés
Resultados individuais até 10º classificado
2008
- 6º Taça do Mundo Lisboa
- 7º na Taça do Mundo de Coamo, Porto Rico;
- 9º na Taça do Mundo de Cali, Colômbia;
- 10º Taça do Mundo Berna, Suíça

2007
- 1º Taça do Mundo Sydney, Austrália
- 3º Taça do Mundo Paris, França
- 3º Taça do Mundo Bogotá, Colômbia
- 3º Ranking Mundial (Melhor de sempre)
- 6º III’s Campeonatos Iberoamericanos de Guadalajara, Espanha

2006
- 2º Campeonato do Mundo de Turim, Itália
- 5º Grande Prémio Montreal, Canadá
- 9º Taça do Mundo de Kish Island, Irão

2005
- 7º Campeonato da Europa Copenhaga, Dinamarca

Em escalões jovens (2000-2005)
- 3º Taça do Mundo Ponte de Sôr
- 3º Taça do Mundo Cairo, Egipto
- 3º Campeonato da Europa Juniores Conegliano, Itália
- 5º Taça do Mundo Helsínquia, Finlândia
- 5º Taça do Mundo Catania, Itália
- 5º Taça do Mundo Bratislava, Eslováquia
- 5º Ranking Mundial Junior
- 6º Taça do Mundo Luxemburgo, Luxemburgo

## Prémios e Distinções
- Medalha Olímpica atribuída pelo Comité Olímpico de Portugal em 2006
- Nomeação para Atleta do Ano pela Confederação do Desporto de Portugal em 2006
- Prémio Fair Play atribuído pelo Comité Olímpico de Portugal em 2004
- Prémio Jovem Esperança da Esgrima atribuído pela Confederação do Desporto de Portugal em 2004
- Menção Honrosa do Prémio Juventude atribuído pelo Comité Olímpico de Portugal em 2002
- Troféu Aquilino Ribeiro, Troféu de Desporto atribuído pelo Jornal do Centro em 2007